# Atletismo nos Jogos Pan-Americanos de 1995 - Salto em altura masculino
A prova do salto em altura masculino nos Jogos Pan-Americanos de 1995 foi realizada em 25 de março, no Estádio Atlético "Justo Roman".

## Medalhistas
| Ouro                      | Prata                          | Bronze                   |
| Javier Sotomayor CUB Cuba | Steve Smith USA Estados Unidos | Gilmar Mayo COL Colômbia |

## Final
| Posição           | Nome               | Nacionalidade      | Marca | Notas |
| ----------------- | ------------------ | ------------------ | ----- | ----- |
| Medalha de ouro   | Javier Sotomayor   | CUB Cuba           | 2.40  |       |
| Medalha de prata  | Steve Smith        | USA Estados Unidos | 2.29  |       |
| Medalha de bronze | Gilmar Mayo        | COL Colômbia       | 2.26  |       |
| 4                 | Tony Barton        | USA Estados Unidos | 2.23  |       |
| 5                 | Cory Siermachesky  | CAN Canadá         | 2.15  |       |
| 6                 | Charles Lefrançois | CAN Canadá         | 2.15  |       |
| 7                 | Fernando Moreno    | ARG Argentina      | 2.10  |       |
| 8                 | Ricardo D'Andrilli | ARG Argentina      | 2.00  |       |